# آشير لاملين
آشير لاملين، يهوديًا ظهر في إستريا، بالقرب من البندقية، في عام 1502، تأثر بأعمال إسحاق أبرابانيل، أعلن نفسه ممهدًا للمسيح اليهودي. ومن الجدير بالذكر أن جيمس جويس ذكر لاملاين في رواية عوليس.
أعلن لاملين أنه إذا أظهر اليهود توبة عظيمة ومحبة، فإن المسيح لن يتأخر في الظهور خلال ستة أشهر. تبعه مجموعة من الأتباع الذين نشروا نبوءاته في إيطاليا وألمانيا، ولاقت رسالته قبولاً واسع النطاق حتى أن العام أصبح يُعرف باسم "عام التوبة". ومع ذلك، مات لاملاين أو اختفى فجأة وانتهت الآمال الباذخة لأتباعه.
يقترح سالو ويتماير بارون أن خيبة الأمل بسبب نبوءات لاملين الفاشلة ساعدت في تحويل عدد قليل من المثقفين اليهود إلى المسيحية، بما في ذلك فيكتور فون كاربن ويوهانس بفيفيركورن.